# Facklan (biograf, Stockholm)

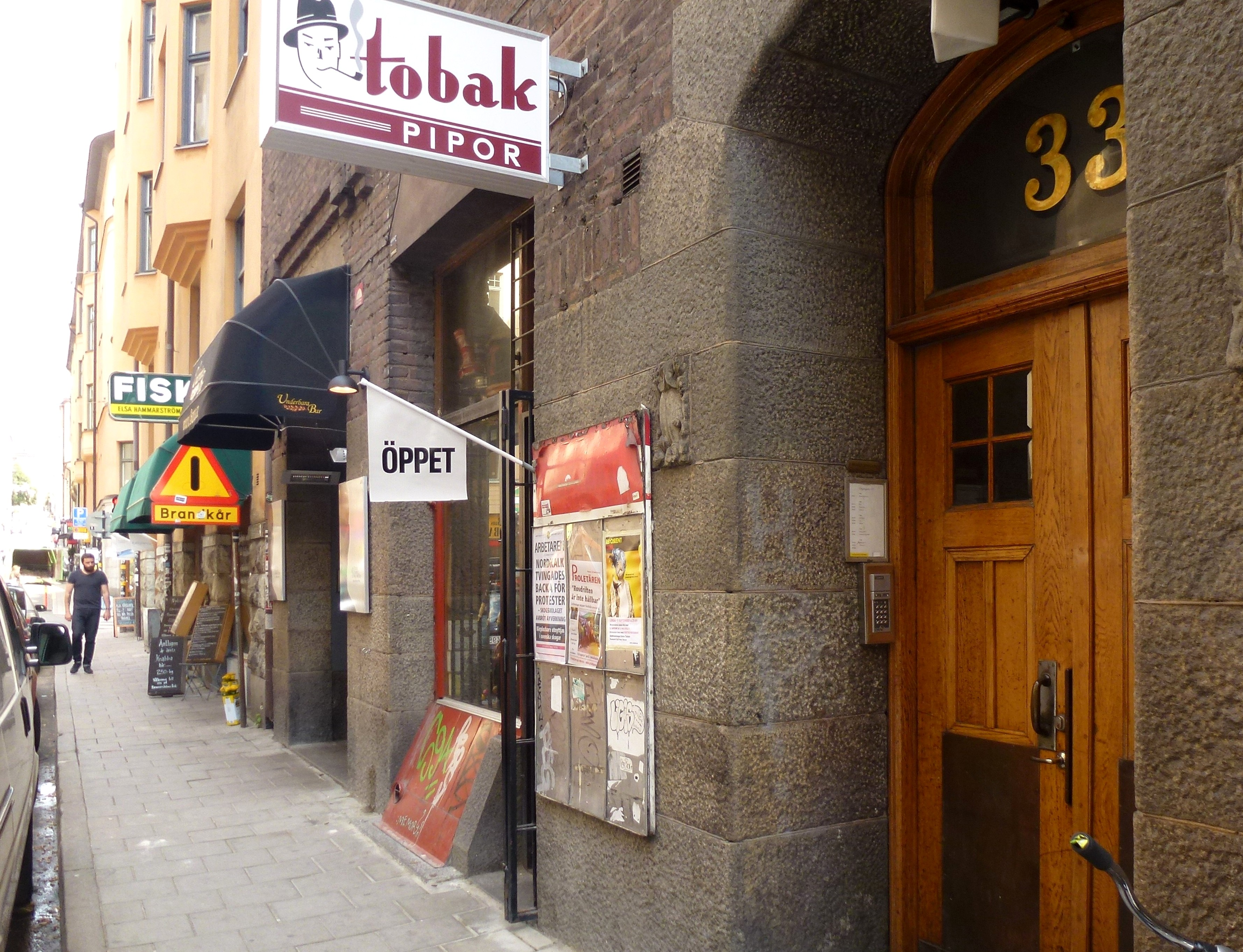
F.d. "Facklan" vid den blå markisen för restaurang Underbara Bar, september 2012.

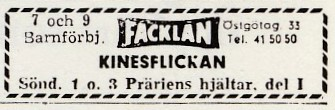
Bioannons från 20 november 1948.

Facklan var en biograf vid Östgötagatan 33 (f.d. 31) på Södermalm i Stockholm. Biografen öppnade i december 1911 under namnet Scala och stängde i mars 1969. På våren 1973 blev Facklan åter en biograf under några veckor.
Biografens ursprungliga namn var Scala, men under en kort tid från oktober 1933 till november 1934 hette den Fortuna. Den döptes sedan om till Facklan och  behöll det namnet fram till nedläggningen 1969. Under 1930- och 1940-talen ägdes Facklan av Nils G Andersson, som även drev biografen Orkanen på Stora Essingen. 
Från entrén mot Östgötagatan ledde en gång ner till salongen som hade 240 platser. Under Nils G. Andersson moderniserades biografen med bland annat nya bekväma fåtöljer och en elegant ridå. På 1960-talet fungerade Facklan som kvartersbiograf och man visade långfilmer "non stop" (utan paus) även under dagtid där äventyrsfilmer dominerade repertoaren. 
Som så många andra biografer föll även Facklan offer för biografdöden och den 30 mars 1969 visades den sista filmen The Way West från 1967 med Kirk Douglas, Robert Mitchum och Richard Widmark i huvudrollerna. Sedan användes lokalerna av bland annat Fylkingen och en fotoateljé. Från 2004 till 2020 fanns nattklubben och restaurangen Underbara Bar i den gamla biografen. Numera huserar teatern Konträr på adressen.